# 比拉-萨纳
比拉-萨纳，是西班牙加泰罗尼亚莱里达省的一个市镇。 总面积19平方公里，总人口540人（2001年），人口密度28人/平方公里。